# Estadio La Independencia
Das Estadio La Independencia (deutsch Stadion der Unabhängigkeit) ist ein Fußballstadion in der kolumbianischen Stadt Tunja. Es bietet Platz für 25.000 Zuschauer und dient den kolumbianischen Vereinen Boyacá Chicó und Patriotas Boyacá als Heimstätte. Die Sportstätte ist im Besitz von Indeportes Boyacá.

## Geschichte
| Estadio La Independencia |

| Lokalisierung von Boyacá in Kolumbien |

Das Estadio La Independencia wurde in der Regierungszeit des Diktators Gustavo Rojas Pinilla erbaut. Für die Juegos Nacionales 2000 wurde es renoviert und modernisiert. In den 1990er Jahren trug der Verein Lanceros Boyacá im Stadion seine Heimspiele aus. Seit 2003 spielt Patriotas Boyacá im Estadio La Independencia, zunächst in der zweiten Liga und seit dem Aufstieg 2011 in der ersten Liga. Zudem zog 2005 der damalige Erstligist Boyacá Chicó aus Bogotá nach Tunja, der 2008 Meister wurde. Eine umfassende Modernisierung des Stadions fand wegen der Teilnahme von Boyacá Chicó an der Copa Libertadores statt, bei der die Kapazität von 8.500 auf 25.000 Zuschauer erhöht wurde.